# Sparkle McKnight
Sparkle McKnight (* 21. Dezember 1991 in Chaguanas) ist eine Hürdenläuferin aus Trinidad und Tobago, die sich auf die 400-Meter-Distanz spezialisiert.

## Sportliche Laufbahn
Erste internationale Erfahrungen sammelte Sparkle McKnight bei den CARIFTA-Games 2006 in Les Abymes, bei denen sie in 45,76 s den sechsten Platz im 300-Meter-Hürdenlauf belegte. Anschließend gewann sie bei den Zentralamerika- und Karibikjuniorenmeisterschaften (CAC) in Port of Spain in 43,36 s die Bronzemedaille über die Hürden sowie in 3:47,28 min die Silbermedaille mit der trinidadisch-tobagischen 4-mal-400-Meter-Staffel. Bei den CARIFTA-Games 2007 in Providenciales gewann sie in 43,65 s die Silbermedaille im 300-Meter-Hürdenlauf, wurde über 100 Meter Hürden in 14,88 s Sechste und in 56,80 s im 400-Meter-Lauf Siebte. 2008 gewann sie bei den Spielen in Basseterre die Silbermedaille mit der Staffel und wurde im Hürdenlauf in 64,47 s Fünfte. Im Jahr darauf schied sie bei den Spielen in Vieux Fort im Vorlauf aus und wurde mit der Staffel in 3:48,38 min Vierte. Anschließend wurde sie bei den Panamerikanischen Juniorenmeisterschaften in Port of Spain in 55,05 s Sechste über 400 Meter sowie in 66,00 s Achte über die Hürden. Bei den CARIFTA-Games 2010 in George Town gewann sie über 400 Meter und mit der Staffel jeweils die Silbermedaille. Daraufhin belegte sie bei den CAC-Juniorenmeisterschaften in 54,80 s den fünften Platz über 400 Meter und gewann in 3:48,49 min die Silbermedaille mit der Staffel. Bei den Juniorenweltmeisterschaften in Moncton schied sie mit 55,01 s in der ersten Runde über 400 Meter aus.
2012 wurde sie bei den U23-NACAC-Meisterschaften in San José in 52,79 s Vierte über 400 Meter und gewann in 3:33,03 min die Silbermedaille mit der Staffel. Im Jahr darauf siegte sie mit der Staffel in 3:30,64 min bei den CAC-Meisterschaften in Morelia und qualifizierte sich für die Weltmeisterschaften in Moskau. Dort schied sie sowohl mit 58,85 s im Hürdenlauf, wie auch in 3:33,50 min mit der Staffel im Vorlauf aus. 2015 erfolgte die Teilnahme an den Panamerikanischen Spielen in Toronto, bei denen sie in 57,30 s den fünften Platz belegte und mit der Staffel nach 3:33,31 min auf Platz sieben einlief. Anschließend gewann sie bei den NACAC-Meisterschaften in San José in 55,41 s die Silbermedaille hinter der US-Amerikanerin Tiffany Williams und wurde mit der Staffel in 3:33,85 min Fünfte. Bei den  Weltmeisterschaften in Peking gelangte sie bis in das Halbfinale, in dem sie mit 56,21 s ausschied. Im Jahr darauf nahm sie an den Olympischen Spielen in Rio de Janeiro teil und schied dort mit 56,80 s bereits in der ersten Runde aus. 2017 gelangte sie bei den Weltmeisterschaften in London erneut in das Halbfinale, in dem sie mit 56,59 s ausschied.
2018 nahm sie erstmals an den Commonwealth Games im australischen Gold Coast teil und wurde dort in 57,45 s Siebte. Bei den Zentralamerika- und Karibikspielen in Barranquilla gelangte sie in 55,56 s auf den fünften Platz und bei den NACAC-Meisterschaften in Toronto in 56,33 s auf Rang sechs. Im Jahr darauf schied sie bei den Panamerikanischen Spielen in Lima mit 57,04 s in der Vorrunde aus und 2021 qualifizierte sie sich über die Weltrangliste erneut für die Olympischen Sommerspiele in Tokio, musste dort aber kurzfristig ihr Antreten absagen. 
In den Jahren 2013 und von 2017 bis 2019 wurde McKnight trinidadisch-tobagische Meisterin im 400-Meter-Hürdenlauf sowie 2012 über 400 Meter. Zudem siegte sie 2019 in der 4-mal-100-Meter-Staffel.

## Persönliche Bestzeiten
- 400 Meter: 52,17 s, 6. April 2013 in Tempe
  - 400 Meter (Halle): 52,52 s, 9. März 2013 in Fayetteville (Landesrekord)
- 100 m Hürden: 14,43 s (−0,3 m/s), 24. März 2012 in El Paso
- 400 m Hürden: 55,15 s, 10. April 2018 in Gold Coast